# طنبار

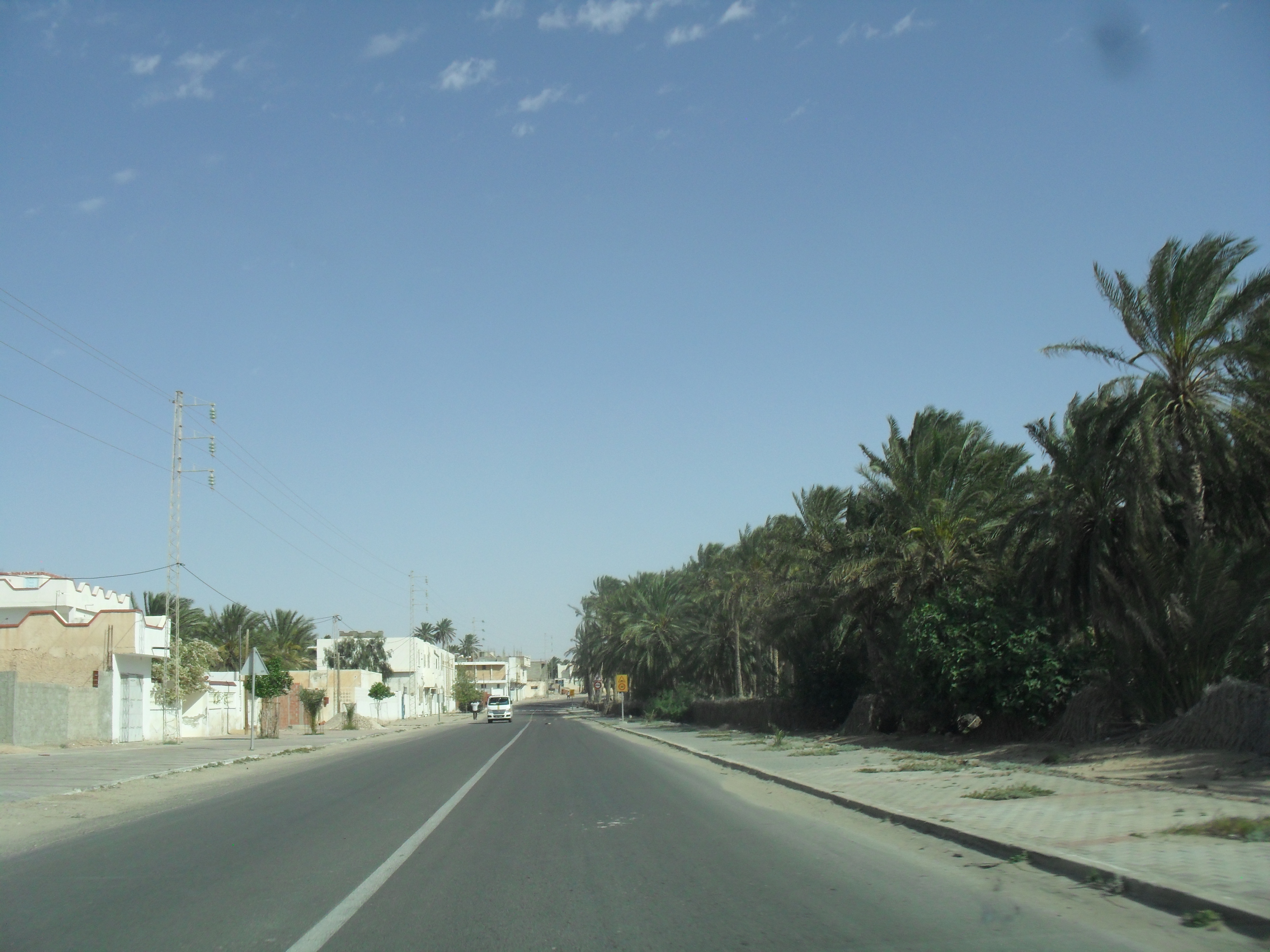
طنبار

طنبار هي إحدى قرى ولاية قبلي وتتبع إداريا معتمدية قبلي الشمالية. وهي تقع على الطريق التي تربط بين مدينتي قبلي وتوزر.
1. ↑  "المناطق الترابية (العمادات) حسب الولايات والمعتمديات". اطلع عليه بتاريخ 2024-11-30.